# Didymoplexis micradenia
Didymoplexis micradenia là một loài thực vật có hoa trong họ Lan. Loài này được (Rchb.f.) Hemsl. mô tả khoa học đầu tiên năm 1883.